# Hr.Ms. Djombang (1941)
De Hr.Ms. Djombang was een Nederlandse hulpmijnenveger van de DEFG-klasse gebouwd door de Droogdok Maatschappij in Soerabaja. Het ontwerp van de DEFG-klasse was zo dat de schepen na de Tweede Wereldoorlog dienst zouden kunnen doen als gewestelijkvaartuig bij de Gouvernementsmarine. Het schip is vernoemd naar het Indonesische stad Djombang op het eiland Java.
Het schip werd op 1 maart 1942, als onderdeel van de vijfde mijnenvegerdivisie, door de eigen bemanning tot zinken gebracht in de haven van Tandjong Priok.

## De Djombang in Japanse dienst als Wa 106
Het schip werd door de Japanse strijdkrachten gelicht en gerepareerd. Op 31 augustus 1943 werd het schip bij de Japanse marine in dienst genomen als Wa 106. De Japanse marine verving de 12,7 mm mitrailleur door 3 x 25 mm en 1 x 13 mm machinegeweren en het mijnenveegtuig werd vervangen door zes dieptebommen.

## De Djombang na de Tweede Wereldoorlog
Na de Tweede Wereldoorlog is de Djombang teruggegeven aan de Nederlandse marine. Voor de Nederlandse marine deed het schip dienst in de wateren van Nederlands-Indië. In 1951 werd het schip overgedragen aan de Indonesische marine.